# Garcinia erythrosperma
Garcinia erythrosperma là một loài thực vật có hoa trong họ Bứa. Loài này được Lauterb. mô tả khoa học đầu tiên năm 1922.